# 合同庁舎駅
合同庁舎駅（ハプトンチョンサえき）または行政コンプレックス駅は、大韓民国仁川広域市中区雲西洞にある仁川空港磁気浮上鉄道の駅である。駅番号は(M03)。

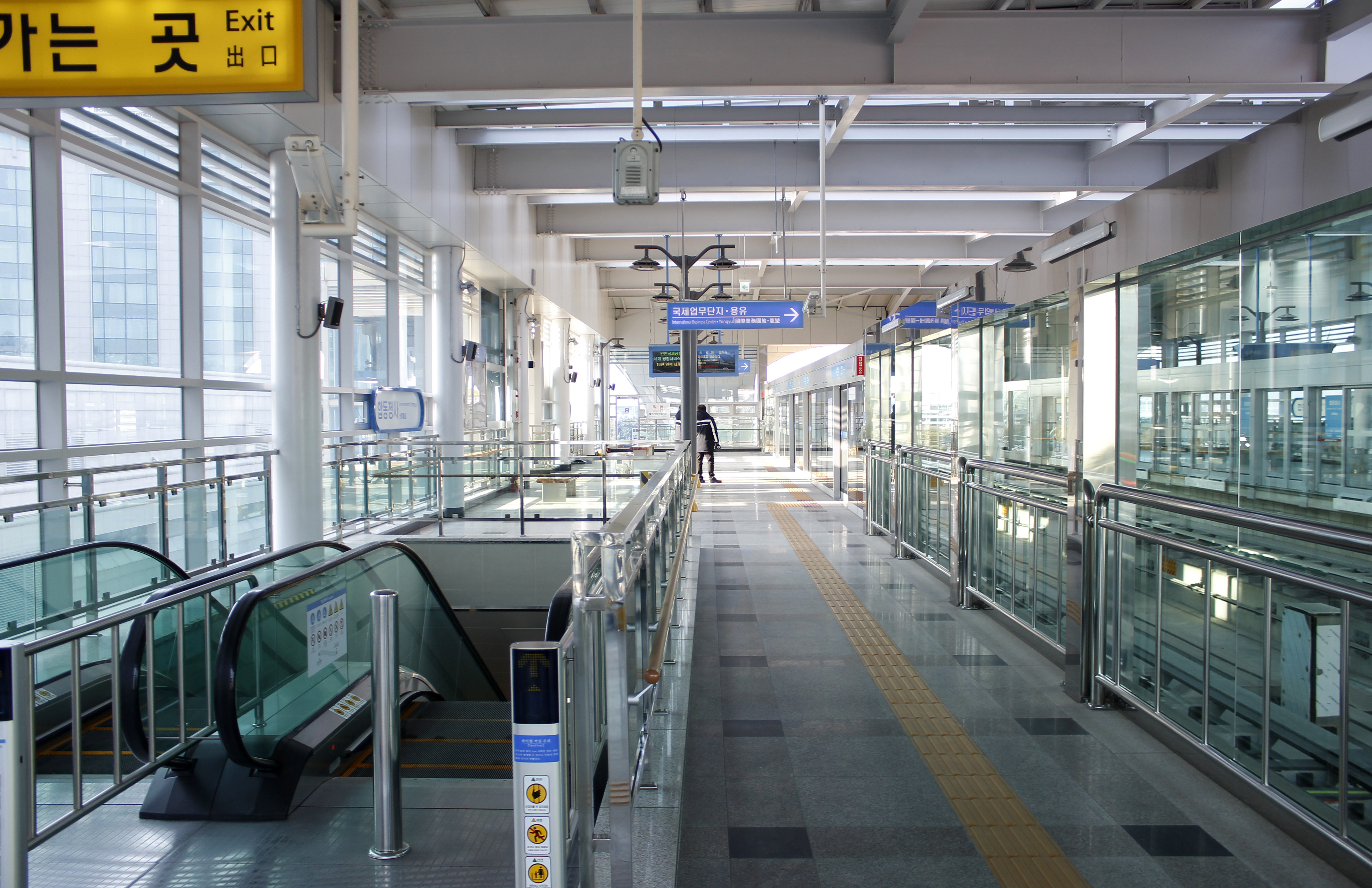
ホーム（2016年）

## 駅構造
- 2面2線の地上駅

## 駅周辺
- グランドハイアット仁川
- AIRJOYショッピングモール[1]
- 政府合同庁舎
- 仁川国際空港公社本社

## 隣の駅
仁川空港磁気浮上鉄道
●仁川空港磁気浮上鉄道
長期駐車場駅(M02) - 合同庁舎駅 (M03) - パラダイスシティ駅 (M04)